# Тед Ласо
Тед Ласо е американски спортен, комедийно-драматичен сериал, разработен от Джейсън Судейкис, Бил Лорънс, Брендън Хънт и Джо Кели. Те базират сериала на героя Тед ласо, който Судейкис първо ползва в серия от реклами за предаването на Висшата лига по Ен Би Си Спортс. Сериалът проследява Тед Ласо, треньор по американски футбол на колежанско ниво, който е нает като мениджър на английски футболен отбор в опит на собственичката му да накаже бившия си съпруг. Ласо се опитва да спечели скептичната английска аудитория със своето по-простонародно, оптимистично поведение, докато се справя с неопитността си в спорта.
Първият сезон от 10 епизода се излъчва по Епъл ТВ+ на 14 август 2020 г.. На тази дата се пускат три епизода, последвани всяка седмица от по един. Премиерата на втория сезон от 12 епизода е на 23 юли 2021 г. Сериалът е подновен за трети сезон през октомври 2020 г.
Сериалът получава признание от критиците, включително особени похвали за актьорска игра, сценарий и приповдигащите тон и теми. Отличията за първия сезон включват 20 номинации за наградите Еми, превръщайки го в най-номинираната нова комедия в историята на тези награди. Судейкис, Хана Уодингам и Брет Голдстийн печелят за актьорска игра, като целият екип печели за „изключителен комедиен сериал“. Судейкис също печели наградата „Златен глобус“ за най-добър актьор – телевизионен сериал, мюзикъл или комедия и наградата на Гилдията на екранните актьори за изключително изпълнение на мъжка роля в комедиен сериал

## Въведение
Американецът Тед Ласо, треньор по американски футбол, е назначен неочаквано за треньор на отбора на Ричмънд („AFC Richmond“) в английската Висша лига, въпреки че няма опит в местния футбол. Собственичката на отбора, Ребека Уелтън, наема Ласо с надежда за неговия провал, като начин да отмъсти на предишния собственик – неин неверен бивш съпруг. Въпреки това, чарът, личностният характер и хуморът на Тед започват да печелят Ребека, отбора и други скептични към назначаването му.

## Създаване

### Замисъл
Епъл ТВ+ поръчва сериала през октомври 2019 г., с идеята Джейсън Судейкис да развие ролята си като Тед Ласо. Първоначално Судейкис играе ролята през 2013 г. като част от поредица от телевизионни реклами, популяризиращи Висшата лига по Ен Би Си Спортс. В рекламите Ласо е новият старши треньор на Тотнъм Хотспър. Телевизионният продуцент и създател на „Смешно отделение“ Бил Лорънс е привлечен през 2017 г. да разработи сериал около главния герой.
През октомври 2021 г. Епъл ТВ+ и Висшата лига се разбират за договор за £500,000 (около $1,1М) за сериала, който включва ползване на лога, облекла и трофея на лигата, започвайки от третия сезон.

### Сценарий
Актьорите в сериала Судейкис, Брет Голдщайн и Брендън Хънт също са сред сценаристите. Докато Хънт и Судейкис са част от актьорския и сценарния екип от самото начало, Голдщайн първоначално е само сценарист, но се явява успешно и на видео прослушване на някои вече написани сцени на Рой Кент.

## Отзиви

### От критиците

#### Сезон 1
Агрегаторът на рецензии Rotten Tomatoes отбелязва рейтинг на одобрение от 92% от 73 рецензии, със редна оценка от 8,2/10. Уебсайтът предлага следния консенсус на критиците: „Топъл и привлекателен, ако не и особено забавен, Тед Ласо изпълва своята промоционална заставка с неумолим оптимизъм и очарователен образ от Джейсън Судейкис“. Metacritic дава на първия сезон средна претеглена оценка от 71 от 100 от 21 рецензии, което значи „общо взето положителни отзиви“.

#### Сезон 2
Критиците оценяват високо и втория сезон на Тед Ласо. Rotten Tomatoes отбелязва рейтинг на одобрение от 98% от 93 рецензии, със средна оценка от 8,5/10. Уебсайтът предлага следния консенсус на критиците: „Приятен като маслени бисквити подарени от приятел, вторият сезон на Тед Ласо е триумф на доброто настроение, който се базира на силните страни на шоуто, като също дава повече време в ролите и на резервния отбор.“  Metacritic дава на втория сезон средна претеглена оценка от 86 от 100 от 34 рецензии, което значи „всеобщо признание“.

### Награди и номинации
Сериалът печели над 20 награди от над 10 конкурса, включително няколко награди Еми.